# Kuków-Folwark
Kuków-Folwark – wieś w Polsce położona w województwie podlaskim, w powiecie suwalskim, w gminie Suwałki.

## Historia
Miejscowość mogła powstać już w XVII wieku. W 1703 roku król August II  nadał folwark Kuków Marcinowi Korbuttowi, czemu ostro sprzeciwili się kameduli z Wigier. W 1710 roku folwark Kuków należał już do kamedułów (kamedulska kwatera podprzeroślska). 10 września 1745 roku w Kukowie podpisano "Inwentarz Ogólny Dóbr Funduszowych Klasztoru Wygierskiego Xięży Kamaldułów, przez Generalną Kommissyą JKMci y Rzeczyposlitey sporządzony". W 1775 roku folwark kukowski, oprócz dworu, obejmował wieś Kuków, Krzywólkę, Bród, Białą Wodę, Prudziszki, Żywą Wodę, Osowę, Potasznię, Zusno, Zdrojczysko, Siwek. Według spisu z 1796 roku pod "folwark Kuków z awulsem Zdrojczyska" podlegały wsie pańszczyźniane (Kuków, Osowa, Krzywólka, Bród, Potasznia, Żywa Woda, Biała Woda) oraz wsie czynszowe (Prudziszki i Zusno). Folwark obejmował 238 gospodarzy z rodzinami. W 1796 roku dobra kamedułów z Wigier zostały upaństwowione przez Prusy, a w 1800 roku zakon został skasowany. Do powstania styczniowego folwark Kuków miał różnych dzierżawców. W 1868 roku folwark Kuków został nadany rosyjskiemu gen. lejtn. Mikołajowi Goneckiemu, który przekazywał go w dzierżawę. Po I wojnie światowej majątek rozparcelowano, część ziemi przeznaczając dla powstającej szkoły rolniczej.
Od 15 października 1928 roku do 1 września 1939 roku we wsi działała Szkoła Rolnicza Żeńska w Kukowie, kierowana od grudnia 1928 roku przez Anielę Puciatycką. Przeznaczona była dla 50 dziewcząt, a nauka w niej trwała rok. 1 września 1937 roku na mocy zarządzenia ministra wyznań religijnych i oświecenia publicznego reorganizacji publicznych ludowych szkół rolniczych żeńskich nazwę zmieniono na: Publiczna Szkoła Przysposobienia Gospodyń Wiejskich w Kukowie Jej absolwentką była m.in. Jadwiga Dziekońska ps. „Jadzia”,  łączniczka Armii Krajowej, podporucznik.
W latach 1954–1972 wieś należała i była siedzibą władz gromady Kuków-Folwark. W latach 1975–1998 miejscowość administracyjnie należała do województwa suwalskiego.